# 細川稙国
細川 稙国（ほそかわ たねくに）は、戦国時代の守護大名。摂津国・丹波国守護。細川京兆家16代当主。

## 生涯
永正4年（1507年）、細川高国の子として誕生。母は分家の典厩家当主細川政賢の娘。
永正15年（1518年）に元服、将軍に復職していた足利義稙より偏諱を賜い稙国と名乗る。
大永5年（1525年）に厄年を迎えた父が4月21日に出家して法体の身となったため、家督と管領職を父から譲られて後を継いだ。しかし10月23日、病のため早世した。管領職を譲られて僅か半年のことであった。これに父である高国はひどく落胆したという。享年18。子・頼国は後に東国を流浪したとされる。また仙源院の喝食であった虎松も稙国の子とされる。

## 親族
叔父に細川晴国がいる。晴国の生年は長年不詳とされてきたが、近年馬部隆弘が『後法成寺関白記』永正13年8月29日条にある「房州家督誕生」記述を晴国の誕生記事であると結論づけた。従って、稙国が死去した当時の晴国は僅か10歳でまだ元服を行っていなかったことになる。また、馬部は通政（輝政）を長府細川家が創作した架空の人物とも結論づけている。

## 管領就任について
前項で細川稙国は大永5年4月21日に細川京兆家の家督を父・高国から譲られ管領職を継いだと記載したが、実際には家督継承時にも同年6月14日に細川京兆家の当主として幕府に初出仕している際にも、管領就任に関する命令が将軍足利義晴から出された記録は無い。そもそも、管領職自体が、大永元年（1521年）12月に義晴の元服関係の儀式終了後に高国が辞任した後はずっと空席のままであったと考えられている。